# (2500) Alascattalo
(2500) Alascattalo (1926 GC) – planetoida z pasa głównego asteroid okrążająca Słońce w ciągu 3,36 lat w średniej odległości 2,24 au. Odkryta 2 kwietnia 1926 roku.